# Північноатлантична течія

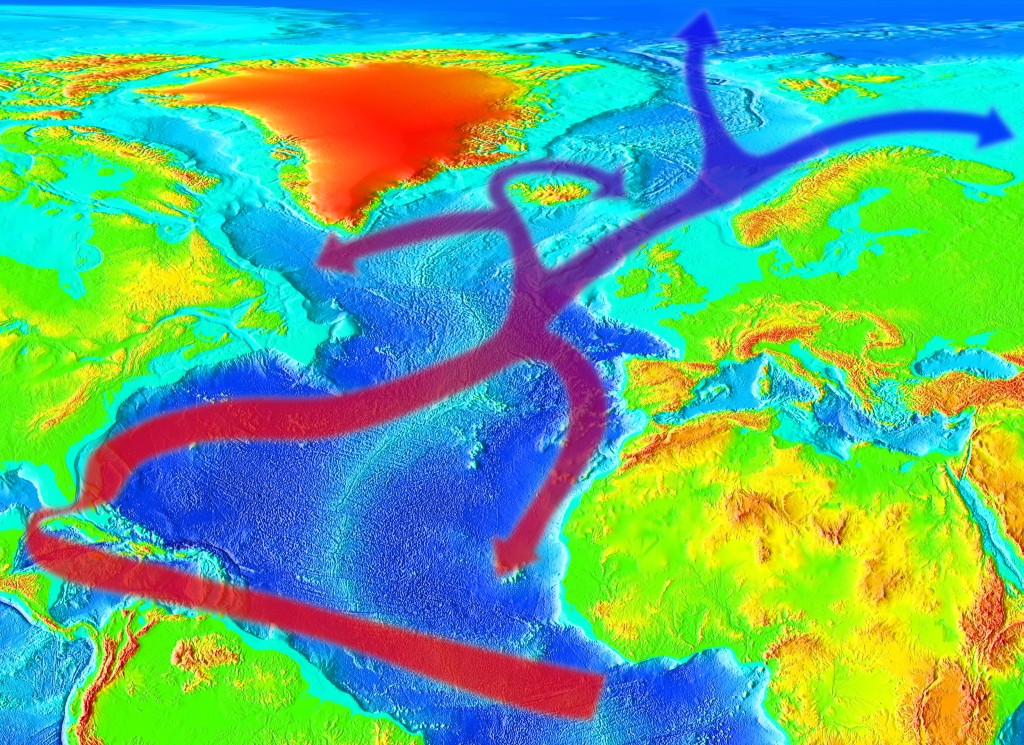
Схема Гольфстриму

Північноатлантична течія (червона) і Норвезька течія (помаранчева).

Північноатлантична течія — потужна тепла океанічна течія, є північно-східним продовженням Гольфстриму. Починається біля Великої Ньюфаундлендської банки. На захід від Ірландії течія ділиться на 2 частини. Один напрямок (Канарська течія) прямує на південь, а інший на північ уздовж узбережжя північно-західної Європи. Вважається, що течія значно впливає на клімат в Європі. Поблизу порогів Фареро-Ісландського та Вайвілла Томсона ділиться на Норвезьку та Західноісландську течії.
У 2018 р. зафіксовано послаблення Північноатлантичної течії, що обумовить значно суворіші зими у Європі